# Хотел „Колиба” Грза
Хотел „Колиба“ Грза је хотел на обали реке Грзе у источној Србији и припада општини Параћин. Налази се недалеко од магистралног пута Параћин – Зајечар.  Хотел је окружен шумовитим брдима. Недалеко од хотела налазе се језерца, планинарске надстрешнице, клупе за одмор, викенд туристичко насеље, планинарски дом и извори реке Грзе
Хотел у свом саставу има: 29 соба и два апартмана са 100 лежајева, ресторан за госте хотела, додатни ресторан за славља и банкете од 700 особа и конференцијску салу. Сам комплекс садржи: депанданс, спортске терене, дечија игралишта,  вилу „Интимо Спа“,  рибњак „Врело“ и кафе „Воденица“.

## Унутрашњост
Унутрашњост хотела:
- Ресторан у хотелу
- Камин у ресторану
- Камин поред бара
- Један од специјалитета "Качамак"

## Пратећи објекти
Путоказ и пратећи објекти хотела:
- Скретање са магистралног пута, Путоказ и паркић
- Ресторан за прославе
- Кафе "Воденица
- Вила "Интимо Спа"

## Околина
Живописна околина хотела:
- Врело Грзе
- Река Грза недалеко од хотела, после кише
- Планина Татарчево, недалеко од хотела
- Етно надстрешница и мостић